# Парки Канады
Парки Канады (англ. Parks Canada, фр. Parcs Canada) — учреждение правительства Канады, которому поручено защищать и представлять в национальном масштабе природное и культурное наследие Канады и развивать их общественное понимание, признание и одобрение таким образом, чтобы обеспечить их экологическую и историческую целостность для настоящего и будущих поколений. Парки Канады имеют в управлении 36 национальных парков, семь заповедников, три морских заповедника, один национальный памятник, а также 158 исторических мест.

## История
Парки Канады были учреждены в 1911 году как отдел Парковой Отрасли Доминиона в Департаменте внутренних дел, став первой в мире службой национальных парков. До тех пор было известно как отдел Национальной Парковой Отрасли и Служба канадских национальных парков. Деятельность парков Канады регулируется в соответствии с положениями Закона о национальных парках Канады, который был принят в 1930 году и изменен в 2000 году.

## Организация
Также известен как Агентство Парки Канады с момента его создания в качестве отдельного Агентства в 1998 году, парки Канады в настоящее время подпадают под ответственность государственного Министерства по охране окружающей среды Канады. С 1994 до 2003 года Парки Канады (под этим или другими названиями) подпадали под юрисдикцию Министерства по вопросам Канадского наследия. С 1979 по 1994 год парки Канады являлись частью Департамента по делам окружающей среды, а до этого входили в состав Департамента по делам индейцев и севера (1966—1978 гг.), и в Министерство внутренних дел. За долгие годы, после организационных и политических изменений в руководстве Канады, приоритеты национальных парков Канады переместились от развития к сохранению. Начиная с 1960-х годов парки Канады периодически изменяли свою оргструктуру и теперь перешли к децентрализованной деятельности.
В настоящее время Парки Канады возглавляет Алано Латурелл (англ. Alan Latourelle). Бюджет Парков Канады на 2004 год составил около $ 500 млн, а численность агентства — 4 000 сотрудников.